# تپه مونجوقلی
تپه مونجوقلی مربوط به دوره اشکانیان - دوره ساسانیان - سده‌های اولیه دوران‌های تاریخی پس از اسلام است و در شهرستان گرمی، بخش موران، دهستان اجارود شرقی، روستای هادی بیگلو واقع شده و این اثر در تاریخ ۱۲ دی ۱۳۸۶ با شمارهٔ ثبت ۲۰۳۷۷ به‌عنوان یکی از آثار ملی ایران به ثبت رسیده است.